# Pinacoteca metropolitana di Bari
La Pinacoteca metropolitana di Bari "Corrado Giaquinto" è un importante museo artistico italiano.
Fu istituita il 12 luglio del 1928 ed inizialmente ospitata nel locale Palazzo del Governo.
Nel 1936 la sua sede fu trasferita nelle sale del Palazzo della Provincia, ora sede della Città metropolitana di Bari, sul Lungomare di Bari, dov'è tuttora custodito il suo ingente patrimonio artistico.
La Pinacoteca è intitolata al pittore pugliese settecentesco Corrado Giaquinto. Essa offre al visitatore un ampio e articolato panorama della cultura artistica pugliese o in rapporto diretto o indiretto con la Puglia.
Il materiale esposto comprende: una sezione medioevale; dipinti veneti del XV e XVI secolo provenienti da numerose chiese di tutta la Puglia; pittura pugliese tardo medioevale e di scuola napoletana alto medioevale; una sezione di dipinti di Corrado Giaquinto; un'importante raccolta di pittura napoletana e meridionale del XIX secolo; dipinti di Macchiaioli toscani; maiolica pugliese medioevale; presepi napoletani; capi d'abbigliamento antico; importanti dipinti del XIX, XX e XXI secolo, nonché altre opere d'arte contemporanea. La collezione conserva opere di artisti quali Bartolomeo Vivarini, Paris Bordon, Giovanni Bellini, Tintoretto, Palma il Giovane, Pacecco De Rosa, Luca Giordano, Corrado Giaquinto, Francesco De Mura, Giuseppe De Nittis, Raffaele Armenise, Silvestro Lega, Giovanni Boldini, Francesco Netti, Giorgio De Chirico, Giorgio Morandi.